# Ocean Bay
Ocean Bay, född 2013, rapporterad död 9 juni 2020 i Venezuela, var en venezuelansk galopphäst, som bland annat segrade i två av Venezuelas tre Triple Crown-lopp 2016. Han tränades av Ramon García och reds av Alfredo P. García.

## Karriär
Ocean Bay spåddes en lysande tävlingskarriär, och under treåringssäsongen segrade han bland annat i Clásico José Antonio Páez (2016) och Clásico Cría Nacional (2016), som båda ingår i en venezuelansk Triple Crown. Under 2016 drabbades han av en skada, men återvände under 2017 för att vinna ytterligare fem löp.

### Kidnappning
Den 8 juni 2020 märkte en anställd på gården Haras i Tocorón att Ocean Bay saknades. Tre månader tidigare hade Ocean Bays mor, Stellar Babe, och sex andra renrasiga hästar stulits och slaktats. Ocean Bays skelett hittades timmar senare nära stadens fängelse. Då Venezuela har lidit av ekonomisk kris sedan 2010, är det inte ovanligt att hästar stjäls och slaktas för att ätas.